# Токко (династия)

Герб семьи Токко

Токко (итал. Tocco), (греч. Τόκκο) — знатная итальянская семья из Беневенто, имевшая ломбардские корни. В конце XIV - начале XV века её представители управляли Ионийскими островами и Эпирским царством.

## История
Первым известным членом династии стал Уголино Токко, бывший великим сенешалем немецкого императора Генриха VI в 1195 году.
В 1330-х годах Гульельмо Токко стал правителем острова Корфу, принадлежавшего Неаполитанскому королевству. Его сын Леонардо I Токко в 1357 году получил титул графа Кефалинии и Закинфа и к своей гибели в 1376 году успел захватить острова Итака и Лефкас, а также порт Войница.
Его сыновьями были Карло I Токко и Леонардо II Токко. Последний правил Закинфом на условиях аппонажа, и его дочь Феодора Токко стала первой супругой Константина XI Палеолога. Своей женитьбой на дочери герцога Афин Нерио I в 1395 году Карл смог захватить Коринф и Элиду, но в дальнейшем эти владения были отняты византийцами. Он принял участие в гражданской войне албанских племён, но в 1411 году стал правителем города Янина, наследовав этот титул у своего дяди Исава де Буондельмонти. К 1415 году Карло захватил деспотат Арты, в последний раз сплотив исконные владения Эпирского царства.
Когда он умер в 1429 году, власть стали оспаривать его пятеро незаконнорождённых сыновей и племянник Карло II Токко (сын Леонардо II). По просьбе сыновей Карло в конфликт вмешалась Османская империя, и в 1430 году была захвачена Янина, а на следующий год — большая часть Эпира. Карло II управлял из Арты в качестве их вассала вплоть до своей смерти в 1448 году. Спустя год город был захвачен турками, и наследник Карло Леонардо III Токко переехал в Ангелокастрон; а после его падения в 1460 году отправился на Ионические острова. Ими он правил до 1479 года, когда их захватили турки. Леонардо с семьёй бежал в Неаполь. Его сын Карло III Токко и последующие представители династии продолжали именовать себя титулярными деспотами Арты вплоть до XVII века.